# 에치촌
에치촌(일본어: 依知村)은 일본 가나가와현의 중부, 아이코군에 속했던 촌이다. 1955년 7월 8일에 아쓰기시에 편입되었다.

## 역사
- 1889년 4월 1일 - 정촌제 시행에 의해 아이코군 에치촌이 성립하였다.
- 1955년 7월 8일 - 아쓰기시에 편입되어, 군에서 이탈하였다.

## 참고 문헌
- 角川日本地名大辞典編纂委員会,『角川日本地名大辞典 神奈川県』1984, 角川書店
- 大日本篤農家名鑑編纂所編『大日本篤農家名鑑』大日本篤農家名鑑編纂所、1910年。